# Паско (окръг, Флорида)
Окръг Паско (на английски: Pasco County) е окръг в щата Флорида, Съединени американски щати. Площта му е 2248 km², а населението - 462 715 души. Административен център е град Дейд Сити.